# スピペロン
スピペロン（spiperone）とは、ハロペリドールを元に開発されたブチロフェノン系の旧来の抗精神病薬である。エーザイからスピロピタン(劇)などの名前で発売されている、処方箋医薬品である。
ドーパミン/アンフェタミン・アポモルヒネに対する拮抗作用をもつ。

## 薬理
スピペロンは、脳の中枢に直接作用し、統合失調症を始めとする様々な精神病に伴う症状（幻覚・妄想）などを改善する働きがあるとされる。その働きは、主に脳内のドーパミンD2受容体を遮断することで効果を発揮するとされる。ハロペリドールを代表とした、従来の定型抗精神病薬に類似する作用を持ち、その向精神作用は強力である。

## 効能
効能は主に統合失調症であるが、非定型精神病に対する作用や、興奮状態を鎮める作用（鎮静作用）が強いことから、躁病などの治療にも用いられる。また、先天性の精神疾患以外にも、薬物中毒や更年期障害に伴う精神症状に対しても使用される。強い薬理に対して、深刻な副作用も少なくなく、錐体外路症状の出現や服用量の安全域も広くなかったことから、現在ではほとんど用いられていない。

## 副作用
スピペロンは、ドーパミンD2受容体拮抗作用により、本来の効果を発揮するが、本来必要としない部分（おもに脳下垂体漏斗系・黒質線条体など）のドーパミン受容体をもブロックしてしまうことから、パーキンソン病のような症状（パーキンソン症候群）や、手足が震えてきたりするといった、錐体外路症状を起こしてしまうことがある。この場合、副作用を軽減する薬と併用することがある。また、鎮静のかかりすぎ（過鎮静）による抑うつ症状や、無表情、睡眠障害が起きることがある。その他の細かい副作用は、ブチロフェノン系薬剤全般における副作用に準ずる。
また、極めて稀ではあるが、抗精神病薬には悪性症候群といった、高熱が続き、冷や汗や筋肉の引きつり、極度の無動が起きるといった症状を伴う事があるので、スピペロンを服用する際（特に飲み始め）には注意が必要である。

## スピペロンを有効成分とした主な薬剤
- スピロピタン錠0.25mg　＜エーザイ＞
- スピロピタン錠1mg　＜エーザイ＞